# Goodbye, My Fancy
Goodbye, My Fancy (bra: Adeus, Meu Amor) é um filme estadunidense de 1951, do gênero comédia romântica, dirigido por Vincent Sherman, e estrelado por Joan Crawford, Robert Young e Frank Lovejoy. O roteiro de Ivan Goff e Ben Roberts foi baseado na peça teatral homônima de 1948, de Fay Kanin.
Reforçando as mudanças sociais provocadas pela Segunda Guerra Mundial e filmes que retratam as mulheres como bem-sucedidas por conta própria – como "Alma em Suplício" (1945), por exemplo – a trama segue a história de uma congressista influente que retorna à sua antiga faculdade para receber um diploma honorário e acaba encontrando sua antiga paixão como presidente da universidade.
"Goodbye, My Fancy" é a terceira e última colaboração cinematográfica entre Sherman e Crawford, sendo as outras "The Damned Don't Cry!" e "Harriet Craig" (ambos de 1950).

## Sinopse
Agatha Reed (Joan Crawford), uma poderosa congressista e jornalista, é convidada para receber um diploma honorário de sua antiga faculdade, a mesma que a expulsou há mais de 20 anos depois de seu envolvimento romântico com o jovem professor James Merrill (Robert Young), que é agora o presidente da instituição. Agatha vai à faculdade com o intuito de, além de receber o diploma, revisitar seu antigo amor.

## Elenco
- Joan Crawford como Agatha Reed
- Robert Young como James Merrill, PhD
- Frank Lovejoy como Matt Cole
- Eve Arden como Srta. 'Woody' Woods
- Janice Rule como Virginia Merrill
- Lurene Tuttle como Ellen Griswold
- Howard St. John como Claude Griswold
- Viola Roache como Srta. Shackelford
- Ellen Corby como Srta. Birdshaw
- Morgan Farley como Pitt, PhD
- Virginia Gibson como Mary Nell Dodge
- John Qualen como Professor Dingley

## Produção
O diretor Vincent Sherman demorou para finalizar as gravações e ultrapassou o orçamento original da produção. Correndo o risco de ser substituído, isso fez com que Sherman recebesse um memorando contundente do chefe do estúdio, Jack L. Warner: "Depois de falar com você ao telefone ontem à noite, sexta-feira, estou contando com você para terminar o filme até o próximo sábado, 18 de novembro [de 1950]. Como eu disse, outras empresas estão fazendo o mesmo tipo de filme em 21/28/36 dias com elencos importantes. Como você sabe, a MGM fez Father's Little Dividend, com Spencer Tracy, Elizabeth Taylor e Joan Bennett em 21 dias, e tenho certeza que o diretor teve os mesmos problemas que você teve. Você apenas terá que fazer isso. Caso contrário, não podemos resistir a esse tipo de custo e demora para fazer um filme. Aqueles dias se foram e ninguém vai ficar no time a menos que possa carregar a bola. Entre lá e termine o filme até o próximo sábado ou antes e pare de tentar a perfeição. Ninguém está interessado além de você e tenho certeza que você não vai pagar para ver o filme".
Grande parte do filme foi filmada na Universidade de Redlands, em Redlands, na Califórnia.

## Recepção
Os críticos foram mistos sobre o sucesso do filme. A revista Variety comentou: "As performances são muito inteligentes, sob a direção de Vincent Sherman. A Srta. Crawford ... sustenta a romântica congressista de meia-idade com um toque leve que é excelente". No entanto, Bosley Crowther, em sua crítica para o The New York Times, criticou o filme, escrevendo: "A congressista errante de Srta. Crawford é tão distante e imponente quanto a cúpula da capital" e "Joan Crawford está trabalhando duro para tornar romance e liberalismo atraentes na versão cinematográfica [da peça] da Warner. E quando a Srta. Crawford faz um grande esforço para fazer o que ela obviamente considera uma peça significativa de atuação, a atmosfera fica eletricamente carregada. Pelo menos, é carregado de tensão – ou uma imitação razoável disso – quando a própria Srta. Crawford está posando ou desfilando dentro do alcance da câmera".

### Bilheteria
De acordo com os registros da Warner Bros., o filme arrecadou US$ 1.130.000 nacionalmente e US$ 228.000 no exterior, totalizando US$ 1.358.000 mundialmente. O retorno lucrativo da produção foi de US$ 46.000.

## Mídia doméstica
O filme foi lançado em DVD para a Região 1 em 23 de março de 2009 pela Warner Archive Collection.